# Kilwinning
Kilwinning är en ort i Storbritannien.   Den ligger i kommunen North Ayrshire och riksdelen Skottland, i den centrala delen av landet, 500 km nordväst om huvudstaden London. Kilwinning ligger 22 meter över havet och antalet invånare är 16 000.
Terrängen runt Kilwinning är platt åt sydost, men åt nordväst är den kuperad. Havet är nära Kilwinning åt sydväst. Runt Kilwinning är det tätbefolkat, med 762 invånare per kvadratkilometer. Närmaste större samhälle är Kilmarnock, 14,0 km öster om Kilwinning. Trakten runt Kilwinning består i huvudsak av gräsmarker.